# Punx Crew
Punx Crew è un supergruppo creato nel 2002 da Andre, cantante dei Madbones, e Olly, cantante dei The Fire ed ex cantante dei The Shandon. Il progetto coinvolge la maggior parte dei gruppi della scena musicale punk italiana, e ha pubblicato un solo album: 1977/2003.

## Partecipanti al progetto
+ Alecs - Madbones
- Alessio - Succomarcio
- Andre - Madbones
- Araya Efrem Mezzanini - Gli Impossibili
- Marco Balestrino - Klasse Kriminale
- Bob Marini - Persiana Jones
- Casey - Thee S.T.P.
- Cippa - Punkreas
- Dario Ciffo - Afterhours, Lombroso
- Dado - Chromosomes
- Dava - Vallanzaska
- Davide Di Muzio - Meganoidi
- Davide Toffolo - Tre Allegri Ragazzi Morti
- Diego Perrone (cantante) - I Medusa
- Doriano - Cleptomani
- Elena - Inerdzia
- Enrico - Los Fastidios
- Eugenio - Meat for Dogs
- Fabio - Domopunk
- Fabrizio Sferrazza - Meganoidi
- Francesco "Jim" Rainone - Marsh Mallows
- Francesco Lorenzi - Sun Eats Hours
- Freak Antoni - Skiantos
- Gianni - Friday Star
- Gim - Marshmallows
- Guido Sassola - Negazione
- Lorenzo - Seed'n'Feed
- Luca - Crummy Stuff
- Marco - Crashbox
- Matteo - Sister Confusion
- Maurizio Ricio - Rappresaglia
- Max - Chromosomes
- Max - Senza Benza
- Metius - Thee S.T.P.
- Micky - Bambole di pezza
- Mike - Five O's
- Mr. Grankio - PAY
- Nando - Senza Benza
- Niccolò - Peter Punk
- Olly - The Shandon, The Fire
- Paletta - Punkreas
- Paolo - Gerson
- Paolo - Moravagine
- Pedro - The Shandon
- Roberto - Atarassia Grop
- Sandokan - La Banda Bassotti
- Santa - C.S.C.H.
- Seby - Derozer
- Toto - Magilla Gorilla
- Valeria - Wawkees

## Discografia

### Album
- 1977/2003 (Ammonia Records/V2 Records) (2003)[1]